# NGC 6518
NGC 6518 é uma galáxia  localizada na direcção da constelação de Hercules. Possui uma declinação de +28° 52' 02" e uma ascensão recta de 17 horas, 59 minutos e 43,6 segundos.
A galáxia NGC 6518 foi descoberta em 18 de Junho de 1884 por Édouard Jean-Marie Stephan.